# Liste von Bergwerken in Bayern

Landkreise und kreisfreien Städte in Bayern.

Die Liste von Bergwerken in Bayern benennt Bergwerksanlagen im Bundesland Bayern, Deutschland. Sie erhebt keinen Anspruch auf Vollständigkeit.

## Liste
| Name                                                                                     | Kreis                       | Ort                           | Revier                           | Beginn                   | Ende                      | Bodenschatz                  | Anmerkungen |
| ---------------------------------------------------------------------------------------- | --------------------------- | ----------------------------- | -------------------------------- | ------------------------ | ------------------------- | ---------------------------- | --- |
| Zeche Gustav                                                                             | Aschaffenburg               | Kahl am Main                  |                                  | 1902                     | 1932                      | Braunkohle                   | heute als Tagebaurestloch Teil der Kahler Seenplatte                                                           |
| Schwanenkirchen: - Josefszeche - Marienzeche - Augustuszeche - Minnaschacht - Hubschacht | Deggendorf                  | Schwanenkirchen               |                                  | 1895–1897                | 1958                      | Braunkohle                   | [ 1 ] |
| Arnold Zeche                                                                             | Bad Tölz-Wolfratshausen     | Bad Tölz                      |                                  | 1873                     | 1901                      | Pechkohle                    | Ausgewählte Pechkohlevorkommen bei Google Maps: Stollen Bayern                                                 |
| Grube Schwarzerde                                                                        | Garmisch-Partenkirchen      | Bad Bayersoien-Echelsbach     |                                  |                          | 1949                      | Pechkohle                    | |
|                                                                                          | Garmisch-Partenkirchen      | Großweil                      |                                  |                          | 1962                      | Schieferkohle                | |
| Bergwerk Hausham                                                                         | Miesbach                    | Hausham                       | Oberbayerisches Pechkohlengebiet | 1860                     | 31. März 1966             | Pechkohle                    | |
| Bergwerk Marienstein                                                                     | Miesbach                    | Waakirchen                    | Oberbayerisches Pechkohlengebiet |                          | 1962                      | Pechkohle                    | |
|                                                                                          | Miesbach                    | Miesbach                      | Oberbayerisches Pechkohlengebiet |                          | 1911                      | Pechkohle                    | |
| Bergwerk Peißenberg                                                                      | Weilheim-Schongau           | Peißenberg                    | Oberbayerisches Pechkohlengebiet |                          | 31. März 1971             | Pechkohle                    | |
| Bergwerk Peiting                                                                         | Weilheim-Schongau           | Peiting                       | Oberbayerisches Pechkohlengebiet | 1920                     | 28. Juli 1968             | Pechkohle                    | |
| Bergwerk Penzberg                                                                        | Weilheim-Schongau           | Penzberg                      | Oberbayerisches Pechkohlengebiet | 1796                     | 30. September 1966        | Pechkohle                    | |
| „Sankt Katharina“                                                                        | Kronach                     | Stockheim                     |                                  | 1775                     | 31. März 1968             | Steinkohle                   | |
| „König Ludwig“                                                                           | Kronach                     | Reitsch                       |                                  | 21. Juli 1582            | 1949                      | Pechkohle                    | |
|                                                                                          | Schwandorf                  | Wackersdorf                   |                                  |                          | 1982                      | Braunkohle                   | Tagebau |
|                                                                                          | Amberg-Sulzbach             | Amberg                        |                                  |                          |                           | Eisen                        | geschlossen |
| Kleiner Johannes                                                                         | Wunsiedel i. Fichtelgebirge | Arzberg                       |                                  |                          | 30. April 1941            | Eisen                        | geschlossen |
| Eisenerzbergwerk Leonie                                                                  | Amberg-Sulzbach             | Auerbach                      |                                  | 1977                     | 1987                      | Eisen                        | |
| Grube Maffei                                                                             | Amberg-Sulzbach             | Auerbach                      |                                  | 1904                     | 1978                      | Eisen                        | Grube Maffei als bedeutendstes Eisenerzbergwerk Bayerns; 20 Mio. Tonnen sichere Erzvorräte sind noch vorhanden |
|                                                                                          | Traunstein                  | Eisenärzt                     |                                  |                          | 1881                      | Eisen                        | |
|                                                                                          | Garmisch-Partenkirchen      | Grainau                       |                                  | seit dem 15. Jahrhundert | 1749                      |                              | |
| Achthal                                                                                  | Berchtesgadener Land        | Teisendorf-Neukirchen         |                                  |                          | 1925                      | Eisen                        | |
| Gewerkschaft „Kleiner Johannes“                                                          | Bayreuth                    | Pegnitz                       |                                  |                          | 1967                      | Eisen                        | |
| Grube Eichelberg                                                                         | Amberg-Sulzbach             | Sulzbach-Rosenberg            |                                  |                          | 1977                      | Eisen                        | |
|                                                                                          | Oberallgäu                  | Burgberg i.Allgäu             |                                  |                          | 1859                      | Eisen                        | |
| Achenpass                                                                                | Miesbach                    | Gmd. Kreuth                   |                                  |                          |                           | Quarz                        | |
| Längental                                                                                | Bad Tölz-Wolfratshausen     | Wackersberg-Arzbach a.d. Isar |                                  |                          | 16. Jahrhundert           | Silber                       | |
| Silberberg                                                                               | Regen                       | Bodenmais                     |                                  | 1463                     | 1845                      | Silber, Vitriol              | |
| Bergwerk Gleißinger Fels                                                                 | Bayreuth                    | Fichtelberg                   |                                  |                          |                           | Eisen (Eisenglimmer)         | Besucherbergwerk                                                                                               |
| Fichtelgebirge (verschiedene Orte)                                                       | Fichtelgebirge              |                               |                                  |                          |                           | Gold, Zinn, Eisen, Uran      | |
| Höllental                                                                                | Garmisch-Partenkirchen      |                               |                                  |                          |                           | Blei und Molybdän (Wulfenit) | stillgelegt |
| Bergwerke am Goldberg                                                                    | Bayreuth                    | Goldkronach                   |                                  | um 1400                  | 1925                      | Gold                         | |
|                                                                                          | Garmisch-Partenkirchen      | Grainau                       |                                  |                          | nach dem Ersten Weltkrieg | Blei                         | |
| Rauschberg                                                                               | Traunstein                  | Inzell                        |                                  | im 17. Jahrhundert; 1921 | 1826; 1925                | Blei und Zink                | Hochstaufen |
|                                                                                          | Kulmbach                    | Kupferberg                    |                                  | um 900                   | 1940                      | Kupfer                       | |
| Fürstenzeche                                                                             | Cham                        | Lam                           | Bayerischer Wald                 |                          |                           | Silber, Flussspat            | |
| Franz Adolf Zeche im Riedboden                                                           | Garmisch-Partenkirchen      | Mittenwald                    |                                  |                          | Ende des 19. Jahrhunderts | Blei                         | |
| Gute Hoffnung-Zeche an den Ferchenseewänden                                              | Garmisch-Partenkirchen      | Mittenwald                    |                                  |                          | 1879                      | Fluorit und Galenit          | |
| Kunigundenzeche am Jenner                                                                | Berchtesgadener Land        | Schönau am Königssee          |                                  |                          |                           | Mangan                       | stillgelegt |
| am Königsberg                                                                            | Berchtesgadener Land        | Schönau am Königssee          |                                  |                          | 1818                      | Blei                         | |
| Grube Bayerland                                                                          | Tirschenreuth               | Pfaffenreuth (Leonberg)       |                                  |                          | 30. September 1971        | Schwefelkies und Magnetkies  | |
| Grube Kurt                                                                               | Bad Tölz-Wolfratshausen     | Vorderriß                     |                                  |                          | bis 60er Jahre            | Ölschiefer                   | |